# Va ska man ta livet av sig för när man ändå inte får höra snacket efteråt?
Va ska man ta livet av sig för när man ändå inte får höra snacket efteråt? är ett studioalbum från 1977 av Magnus Uggla.
Albumet toppade den svenska albumlistan. Det återutgavs 1989 på CD. Albumet producerades av Uggla och Anders Henriksson och bland de medverkande musikerna finns Rolf Alex (trummor), Mike Watson (bas) och Peter Lundblad (gitarr).
Låten "Balladen om 70-talets största rockband" handlar om en Mott the Hoople-konsert 1971 på Kåren i Stockholm och som Uggla framhöll som sin största livekonsertupplevelse. Låten "Jazzgossen" är en tolkning av Karl Gerhards paradnummer med samma namn från 1922. Albumet fick utstå omfattande kritik för sina anstötliga texter. Det har dock i efterhand kommit att omvärderas och betraktas i dag som ett av de starkaste svenska rockalbumen.
Albumet återutgavs på CD 1989.
Skivan rankades av Sonic Magazine i juni 2013 som det 60:e bästa svenska albumet någonsin.

## Låtlista
Där inte annat anges är låtarna skrivna av Magnus Uggla.
Sida ett
1. "Vår tid – 1977" - 4.19
2. "Varning på stan" - 4.35
3. "Balladen om 70-talets största rockband" - 3.40
4. "Jag skiter" - 3.23
5. "Dörrslusk" - 3.38

Sida två
1. "På turné" - 2.55
2. "Ja just du ska va gla" - 4.26
3. "Varit kär" - 5.27
4. "Jazzgossen" - 2.46 (Edvard Brink)
5. "Ge livet en chans" - 3.00

Bonussingel till första utgåvan:
Sida 1
- "Yeah, why not" - 3.55

Sida 2
- "Va ska man ta livet av sig för när man ändå inte får höra snacket efteråt?" - 6.00[2]

## Singlar
Till albumet släpptes även två singlar:
Varning på stan
1. "Varning på stan"
2. "Draget" (från Ugglas tidigare platta, Livets teater, 1976)

Ja just du ska va gla
1. "Ja just du ska va gla"
2. "Ge livet en chans"

## Medverkande musiker
- Rolf Alex – trummor
- Jan Bergman – bas
- Backa Hans Eriksson – bas
- Janne Guldbäck – trummor
- Lars Gustavsson – ljudtekniker
- Anders Henriksson – arrangemang, bakgrundssång, keyboards, producent
- Janne Kling – saxofon
- Peter Lundblad – gitarr
- Magnus Uggla – sång, bakgrundssång, piano på "Balladen om 70-talets största rockband", synth på "Jag skiter", producent
- Mike Watson – bas
- Lasse Wellander – gitarr

## Mottagande
Albumet fick genomgående dålig kritik när det utgavs. Dagens Nyheters Martin Stugart tyckte i sin recension att "Den nya svenska rockmusiken har fått en otäckt aggressiv underton". I Expressen skrev Mats Olsson att "I Ugglas fall tror man inte ett ögonblick på vad han sjunger om. Han bara poserar och låtsas". Han blev av samma tidning också utnämnd till "Veckans mulligaste mansgris". Det som väckte kritikernas avsky var Ugglas realistiska skildringar av bland annat Stockholms uteliv. Ugglas intention var beskriva verkligheten så oförställd som möjligt mot bakgrund av att han efter sina två första album blivit anklagad för att inte vara ärlig. Uggla tog illa vid sig av recensioner och har sagt att han blev "chockad" av att läsa dem.
På den efterföljande turnén kastades ägg, järnrör och flaskor upp på scen och spelningar fick avbrytas. Ugglas fick även däcken sönderskurna på turnébussen. I efterhand har albumet kommit att omvärderas och anses av många vara ett av de starkaste svenska rockalbumen någonsin.

## Listplaceringar
| Lista (1977-1978, 1998) | Position                    |
| ----------------------- | --------------------------- |
| Sverige                 | Sverige (Sverigetopplistan) |